# Бернардони, Поль
Поль Жан Франсуа́ Бернардони́ (фр. Paul Jean François Bernardoni; род. 18 апреля 1997, Эври) — французский футболист, вратарь клуба «Ивердон-Спорт».

## Клубная карьера
В возрасте 16 лет перешёл в футбольную школу «Труа». Хорошо зарекомендовал себя и с 18 лет стал тренироваться с основной командой. 6 марта 2015 года дебютировал во второй французской лиге в матче «Труа» против «Клермон Фут», который закончился победой со счётом 2:0. Вскоре после этого Поль продлил контракт с командой до 2019 года.
На следующий год «Труа» вышли в Лигу 1, и 8 августа 2015 года Поль дебютировал в главной лиге страны в матче против «Газелек Аяччо».
31 января 2016 года голкипера арендовал «Бордо», за который до конца года он сыграл в семи встречах, дебютировав за новую команду 3 февраля в поединке против «Лиона», в котором он пропустил три мяча. 1 июля 2016 года Бернардони перешёл в «Бордо» на постоянной основе. Контракт был заключён сроком на пять лет. Сумма трансфера составила 2,5 млн евро. Однако новый главный тренер команды, Жослен Гурвеннек определил новичка на роль третьего вратаря, в результате чего Поль не сыграл в сезоне 2016/17 ни одного матча за «Бордо».

## Международная карьера
С 2013 года привлекается в юношеские сборные Франции. В составе национальной команды юношей до 19 лет Бернардони стал чемпионом Европы в 2016 году. В 2016 году дебютировал в составе сборной Франции среди игроков до 20 лет.